# Stibine (minéral)
Pour les articles homonymes, voir Stibine.
La stibine ou stibnite est une espèce minérale composée de sulfure d'antimoine de formule idéale Sb2S3 avec des traces de  As ; Tl ; Fe ; Pb ; Cu ; Zn ; Co ; Ag ; Au ; Bi. La stibnite forme une série avec la bismuthinite. À l'état de poudre de Sb ou de divers composés purifiés, elle a longtemps été utilisée dans les mascaras et peut donner un effet de scintillement aux feux d'artifice.

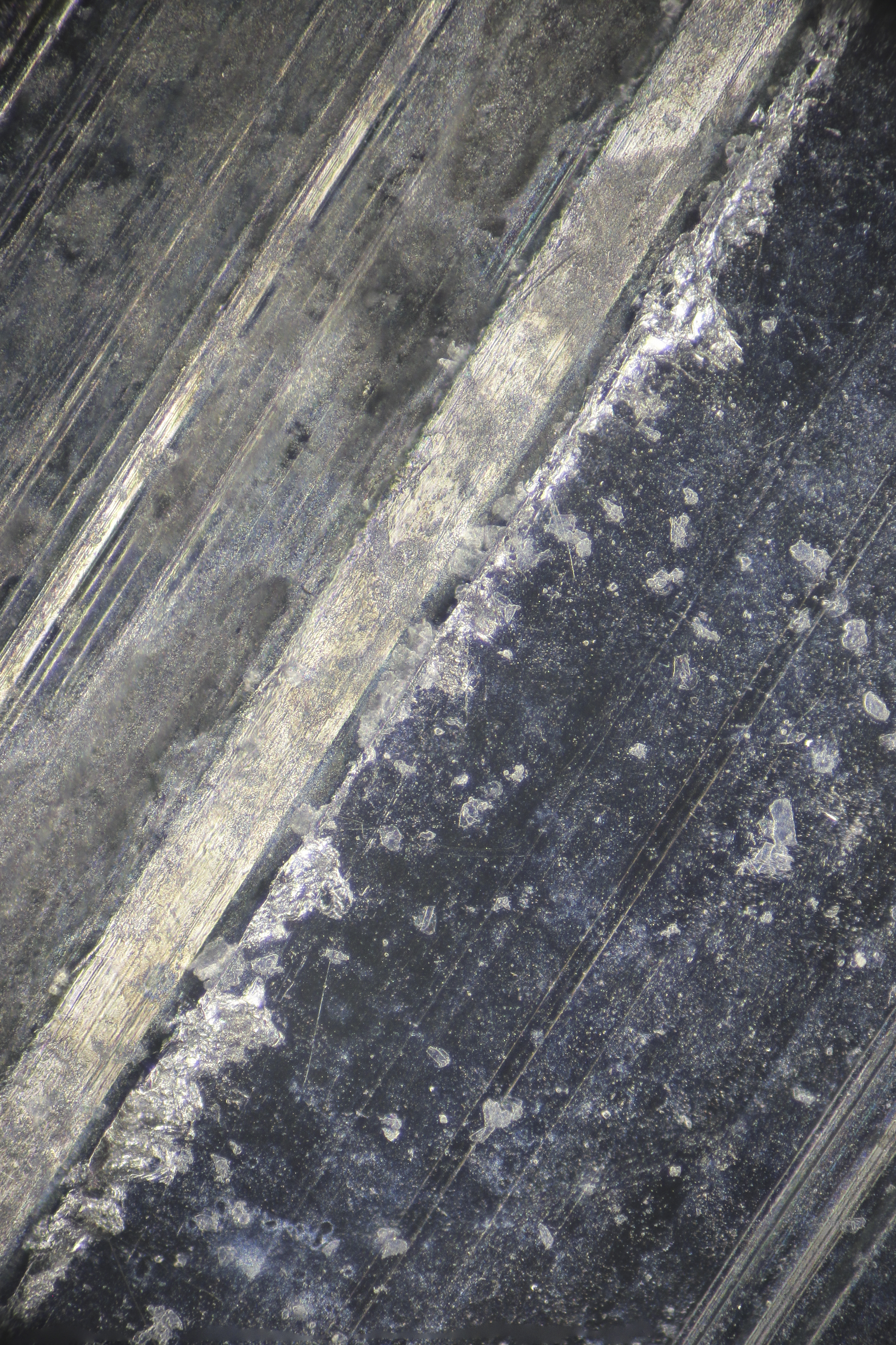
Stibine vue au microscope x240.

## Historique de la description et appellations

### Inventeur et étymologie
La première trace écrite provient en 77 de Pline. C'est François Sulpice Beudant qui est l'inventeur du terme stibine, du grec « STIBI » = ou du latin « STIBIUM », ancien nom de l'antimoine.

### Topotype
Le topotype moderne est à Ichinokawa, ile de Shikoku, Japon.

### Synonymie
- alcohol (ou al-kohl) : nom arabe[6]
- antimoine gris (André Brochant de Villiers )
- antimoine sulfuré (René Just Haüy 1809)
- antimonite
- mine d'antimoine grise  (Jean-Baptiste Romé de L'Isle )[7]
- mine d'antimoine sulfurueuse  (Jean-Baptiste Romé de L'Isle )
- proto-sulfure d'antimoine (Louis Jacques Thénard 1824)[8]
- stibnite (ce terme est le nom officiel reconnu par IMA/CNCMC List of mineral Names Compiled by Ernest H. Nickel & Monte c. Nichols. Le terme « Stibine » est la terminologie francophone).
- platyophthalmite[9]

## Caractéristiques physico-chimiques

### Critères de détermination
- Fond à la flamme d’une bougie en la colorant en bleu.
- Facilement attaquée par l'acide chlorhydrique avec dégagement de sulfure d'hydrogène.
- Clivage parfait selon {010}, les plans du clivage ont un fort éclat métallique.

### Variété
- sélénio-stibine (syn. selenian stibnite) stibine sélénifère de formule idéale Sb2(S,Se)3 trouvée dans deux occurrences chinoises : Laerma (La'erma), province de Gansu, et Qiongme (Quongme), province du Sichuan[10] ; et à Przecznica en Basse Silésie (Pologne)[11].

### Cristallochimie
- Dimorphe de la métastibnite.

- Elle forme une série avec la bismuthinite.
- La stibine sert de chef de file à un groupe de minéraux isostructuraux.

### Groupe de la stibine
- Antimonsélite Sb2Se3, Pbnm ; 2/m 2/m 2/m
- Bismuthinite Bi2S3, Pbnm ; 2/m 2/m 2/m
- Guanajuatite Bi2Se3, Pnma ; 2/m 2/m 2/m
- Stibine Sb2S3, Pbnm ; 2/m 2/m 2/m

### Cristallographie

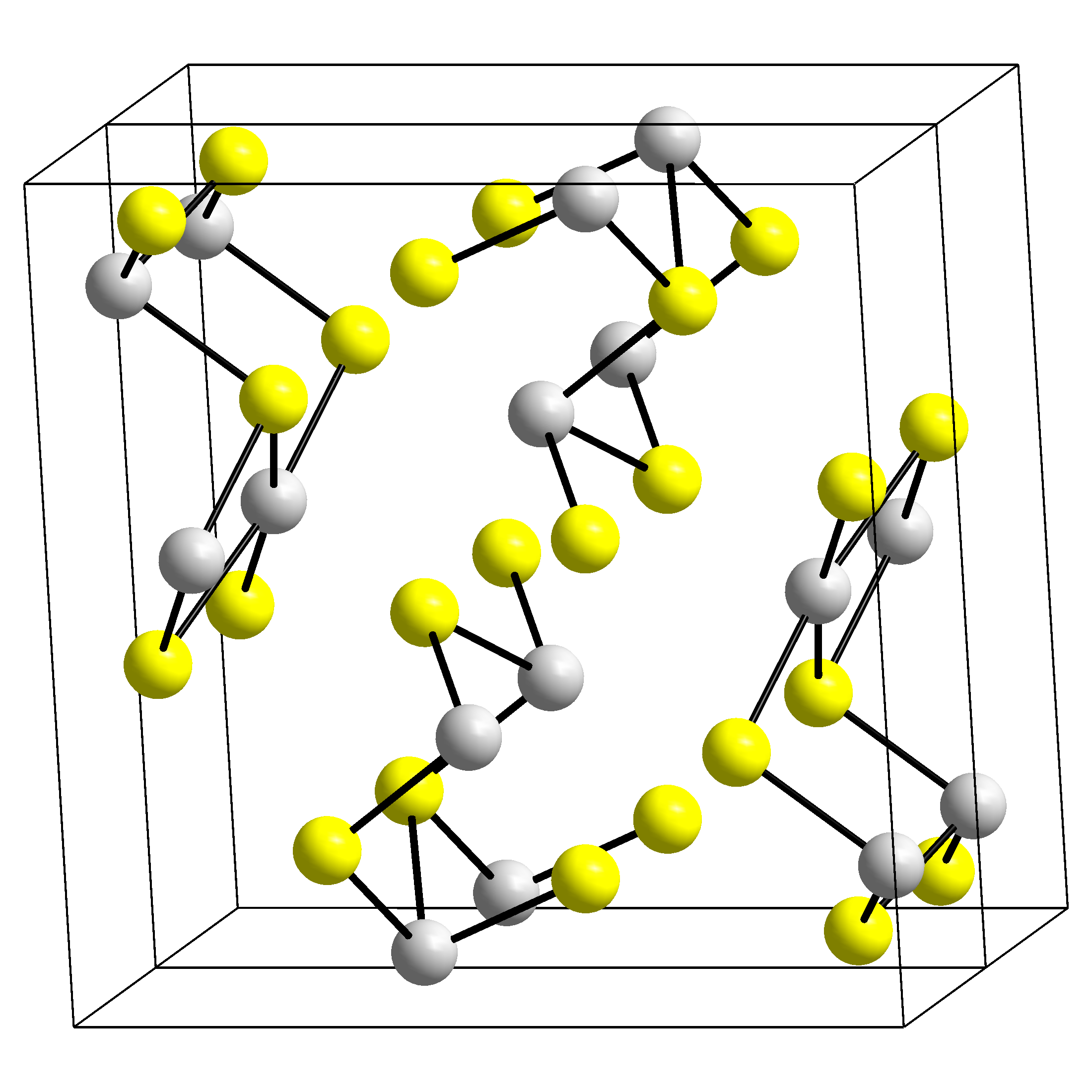
Structure du cristal de stibine.

- Paramètres de la maille conventionnelle : a = 11,229 Å, b = 11,31 Å, c = 3,893 Å, Z = 4 ; V = 494,41 Å3
- Densité calculée = 4,56

## Gîtes et gisements

### Gîtologie et minéraux associés
GîtologieSe rencontre dans les filons hydrothermaux à travers un large éventail de températures.
Minéraux associésAnkérite, arsénopyrite, baryte, calcite, cervantite, cinabre, galène, marcassite, orpiment, pyrite, quartz, réalgar, stibiconite.

### Gisements producteurs de spécimens remarquables
Présente dans de très nombreuses occurrences dans le monde.

- Allemagne

Graf Jost-Christian Zeche, Wolfsberg (de), Harzgerode, Harz, Saxe-Anhalt
- Chine

Mine de Tongren, district de Wanshan, Guizhou
- France

Mine de « La Lucette » (Mayenne).
Mine de Malbosc, à côté des Combres (Ardèche)
- Italie

Miniera del Tafone, Manciano, Grosseto, Toscane
- Japon

Mine d'Ichinokawa, Saijo, Préfecture d’Ehime, île de Shikoku.
Cette mine passe pour avoir donné les plus beaux cristaux de cette espèce minérale. Les plus grands cristaux, pouvant dépasser 40 cm, ont été trouvés au XIXe siècle au moment de l’apogée de l’extraction du filon (16 600 tonnes d’antimoine ont été extraites de 1875 à 1900). Cette mine a été fermée en 1950.
Beaucoup de pièces de cette occurrence sont, à tort, étiquetées : « province d’Iyo ».
- Roumanie

Herja (Kisbánya), Baia Mare (Nagybánya), Maramures Co.
Baia Sprie (Felsöbánya), Maramures Co.

## Galerie

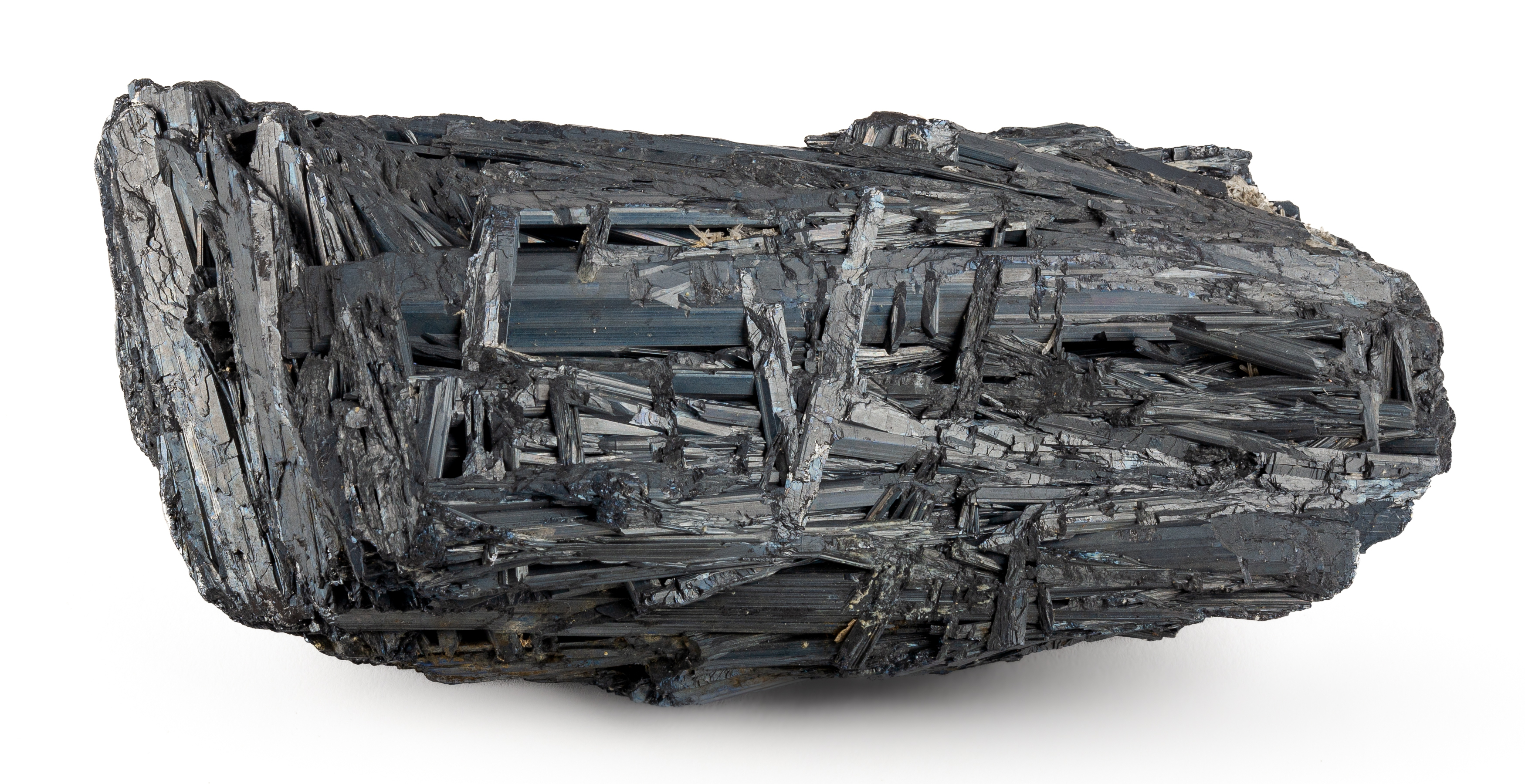
Stibine - Massif armoricain (France) (18x8cm)
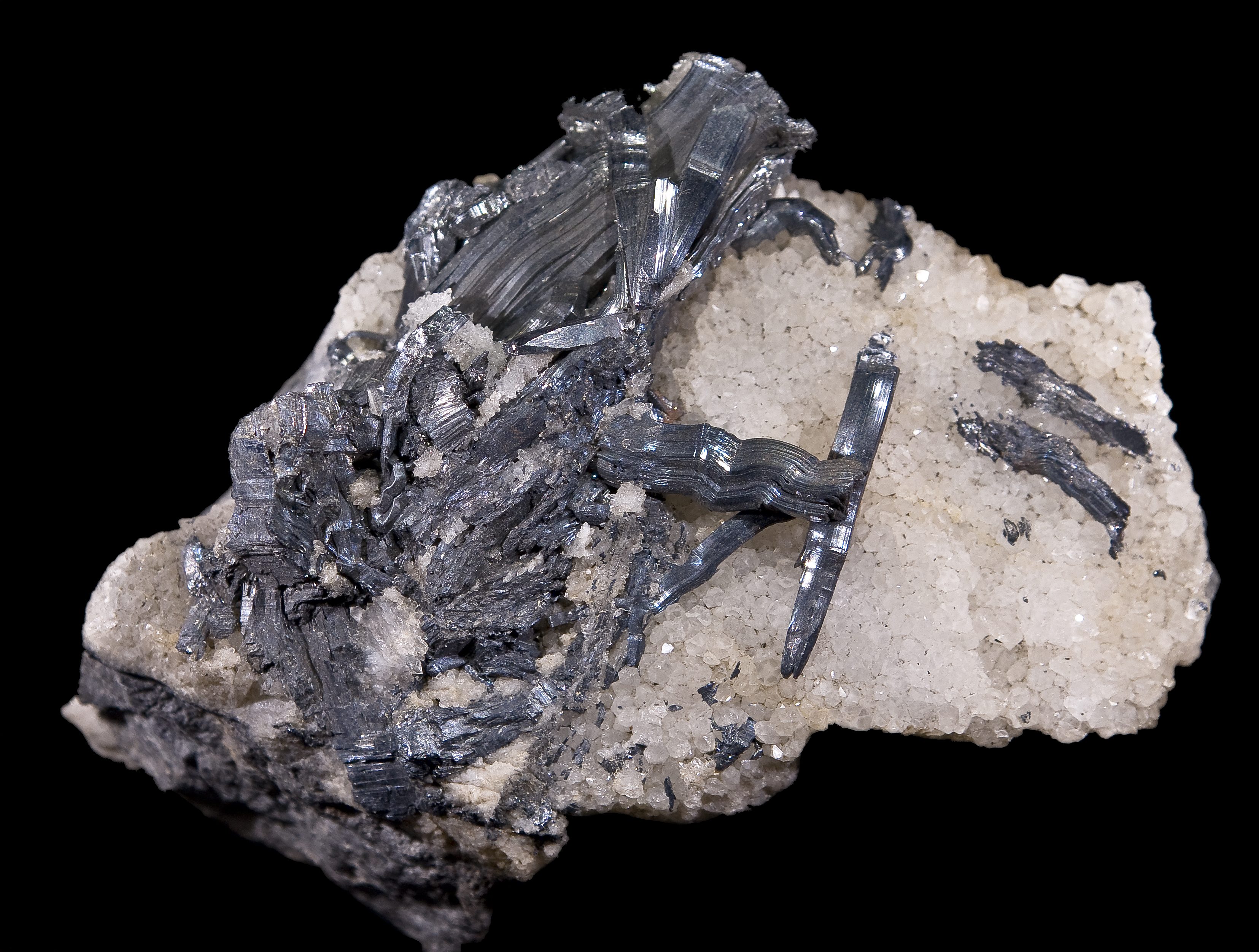
Stibine - Wolfsberg (Allemagne) (6,9x4,8 cm).
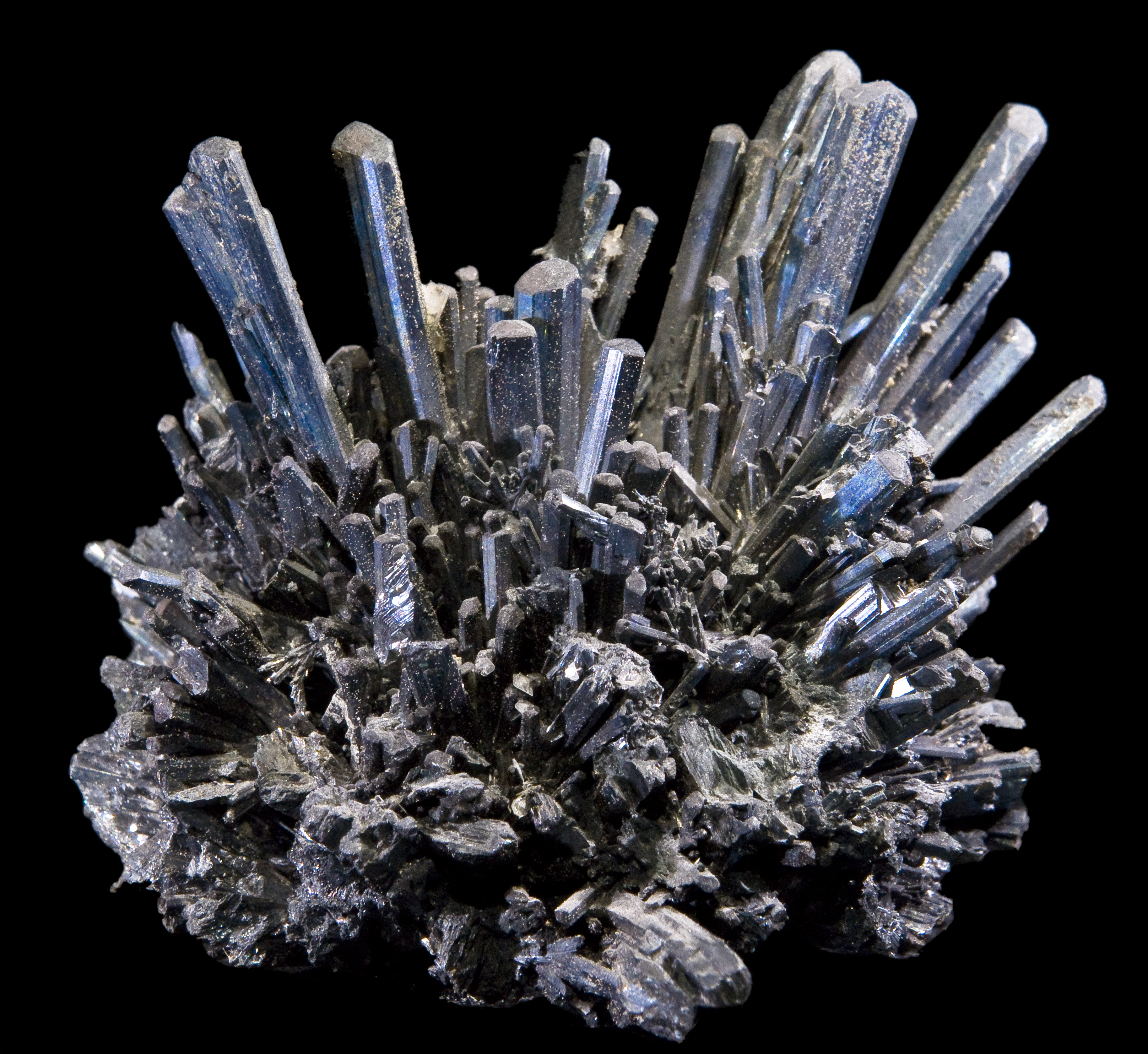
Stibine - Herja (Roumanie) - (7x5,8 cm).
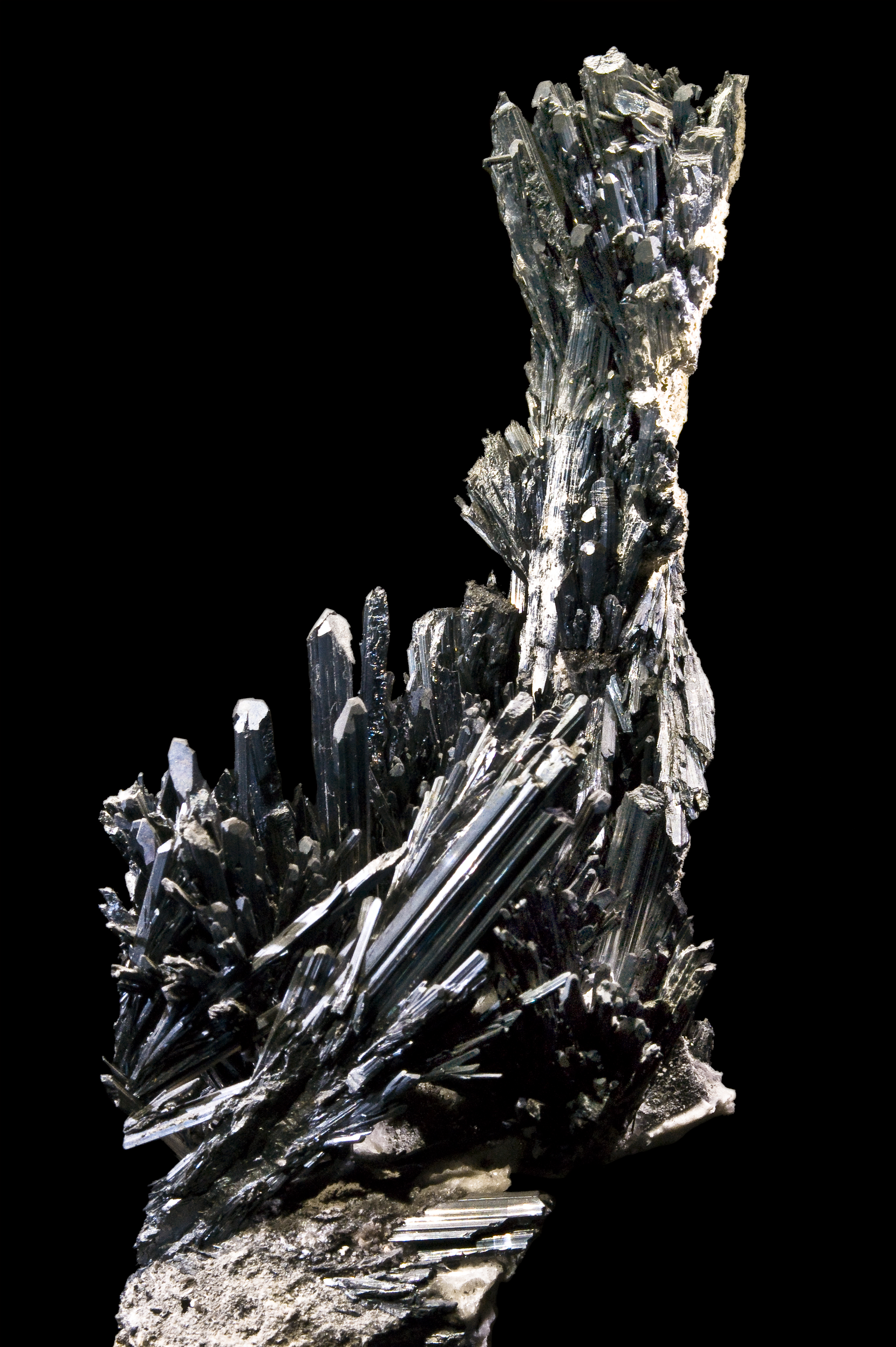
Stibine - Mine de Tafone, Toscane (Italie) (19x11cm).
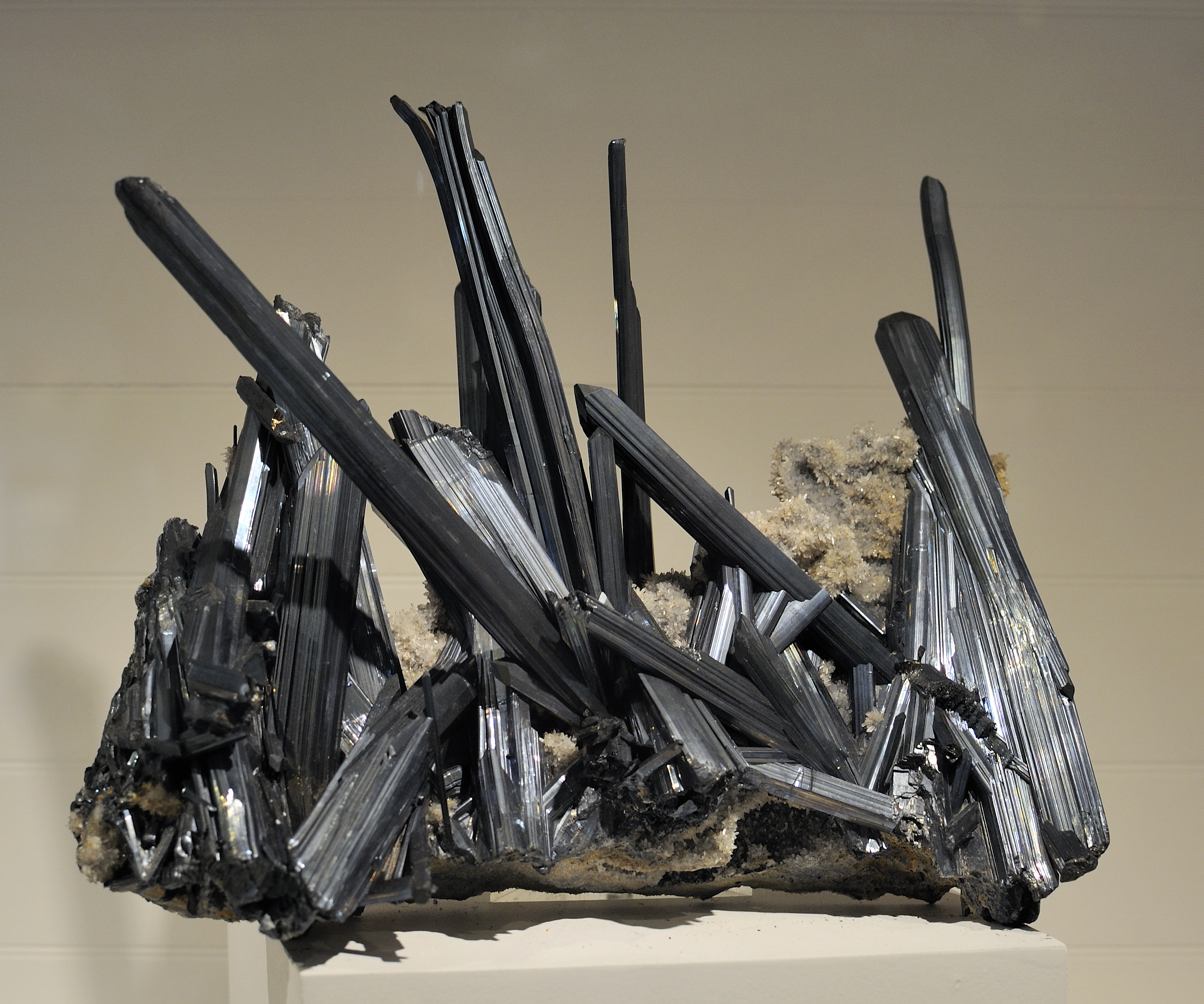
Shikoku (Japon).

## Exploitation des gisements
UtilisationsC'est le principal minerai de l'antimoine, elle est utilisée dans la fabrication d'allumettes de sûreté, de pièces pyrotechniques et dans la vulcanisation du caoutchouc.